# 77-я гвардейская стрелковая дивизия
77-я гвардейская стрелковая Черниговская ордена Ленина, Краснознамённая, ордена Суворова дивизия (77 гв. сд) — тактическое соединение Вооружённых сил СССР в Великой Отечественной войне

## История

### Формирование
Сформирована в июле 1941 в Москве, в школе № 59 (Староконюшенный переулок, дом 18), как 21-я дивизия народного ополчения Киевского района из рабочих и служащих Дорогомиловского химического завода имени Фрунзе, кондитерской фабрики имени Бабаева, карандашной фабрики имени Сакко и Ванцетти, Московского холодильного комбината, сотрудников киностудии «Мосфильм», колхозников Пушкинского района.
В дивизию вступило много научных сотрудников: институтов экономики, мирового хозяйства и мировой политики, философии и истории Академии наук СССР.

### Боевой путь, даты основных сражений
1. Битва за Москву — в оборонительной и наступательной операциях с 2 октября 1941 г. по 20 апреля 1942 г.
2. Сталинградская битва — в оборонительной и наступательной операциях битвы — с 5 сентября 1942 г. по 2 февраля 1943 г.
3. Курская битва — в Орловской наступательной операции с 12 июля по 5 августа 1943 г.
4. В освобождении Украины и битве за Днепр — с 16 сентября по 10 ноября 1943 г.
5. В освобождении Белоруссии — Гомельско-Речицкая наступательная операция с 10 ноября 1943 г. по март 1944 г.
6. В освобождении Украины и Польши — оборонительные бои в районе г. Ковель с 20 апреля по 17 июля 1944 г.; в Люблин-Брестской операции с 18 июля по 29 июля 1944 г.
7. Форсирование р. Висла, захват и расширение плацдармов — с 29 июля по ноябрь 1944 г.
8. Висло-Одерская наступательная операция — наступление с Пулавского плацдарма в составе ударной группировки 1 БФ, выход к р. Одер и захват плацдарма с 14 января по 2 февраля 1945 г.
9. Берлинская операция — действия в составе ударной группировки 1 БФ с Кюстринского плацдарма, выход на р. Эльба в районе Магдебурга; февраль-апрель 1945 г. — бои на плацдармах, с 16 апреля по 8 мая 1945 г. — наступление на Берлин.

### Участие в Великой Отечественной войне
29 августа 1941 года дивизия была переименована в 173-ю стрелковую дивизию. Почти полтора месяца дивизия ополченцев прикрывала одно из важных операционных направлений на дальних подступах к Москве.
В октябре 1941 года 173-я дивизия в составе 33-й армии Западного фронта вела тяжёлые оборонительные бои на рубежах юго-западнее Кирова, под Ульяновом и на подступах к Туле.
За героизм в боях за Тулу она получила благодарность командарма 33-й армии генерала М. Г. Ефремова и командования Западного фронта.
В период наибольшей опасности для Каширы дивизия сдерживала натиск танковой группы Гудериана.
С осени 1942 года дивизия участвовала в Сталинградской битве, ведя оборонительные и наступательные бои северо-западнее Сталинграда и в самом городе.
За успешные боевые действия по уничтожению сталинградской группировки противника, 1 марта 1943 года ей было присвоено почётное звание «Гвардейская» и новый войсковой № 77.
С июня 1943 года дивизия вела упорные бои на Орловско-Курской дуге, участвовала в форсировании ряда крупных водных рубежей, в том числе Днепра, и в освобождении г. Чернигова.
За освобождение Чернигова ей было присвоено почётное наименование «Черниговская».
В 1944 году дивизия участвовала во многих наступательных операциях по освобождению Западной Украины и ряда городов Польши.
Принимая участие в Висло-Одерской операции, дивизия вместе с другими соединениями освобождала г. Лодзь. В дальнейшем она сражалась на территории Германии и закончила свой боевой путь на Эльбе.
За боевые заслуги награждена орденами Ленина, Красного Знамени и Суворова 2-й степени; около 18 тысяч её бойцов награждены орденами и медалями, 67 удостоены звания Героя Советского Союза.
П
В 77-й гвардейской дивизии выходил окопный рукописный журнал «Боевые дела коммунистов 156-го гвардейского Краснознамённого полка» (редактором самиздата был парторг, гвардии майор В. Н. Прудников, а художником — гвардии старшина П. Я. Половинкин, ставший впоследствии известным художником-графиком).

### Батальон Славы
В советской и российской прессе и публицистике нередко упоминается Батальон Славы — 1-й стрелковый батальон 215-го гвардейского стрелкового полка под командованием гвардии майора Бориса Емельянова.

«Только 77-я гвардейская дивизия имела в своём составе батальон Славы, то есть батальон, в котором все воины были награждены орденами Славы».— «Стояли насмерть!» Красная Звезда. 11 Июля 2006 г.
14 января 1945 года во время Висло-Одерской наступательной операции на Пулавском плацдарме этот батальон, действуя на острие атаки 69-й армии прорвал линию обороны немецких войск, при этом нанеся превосходящим силам противника большие потери. Изучение архивных документов и наградных листов показывает превосходство наступающих советских сил как в численности пехоты, так и в артиллерии, ошеломившей обороняющихся и не позволившей им оказать серьёзного сопротивления. В советской прессе информация о батальоне Славы появляется начиная с 1973 года, а сохранившиеся наградные листы не содержат доказательств единовременного награждения всего личного состава батальона.

## Состав
Первоначально в её состав вошли:
- 1311-й стрелковый полк;
- 1313-й стрелковый полк;
- 1315-й стрелковый полк;
- 979-й артиллерийский Краснознамённый полк;
- и другие части.

Состав с 20 марта 1943 года:
- 215-й гвардейский стрелковый Бранденбургский Краснознамённый, ордена Суворова полк
- 218-й гвардейский стрелковый Бранденбургский ордена Кутузова полк
- 221-й гвардейский стрелковый Бранденбургский ордена Суворова полк,
- 156-й гвардейский артиллерийский Бранденбургский Краснознамённый, орденов Суворова и Богдана Хмельницкого полк,
- 79 отдельный гвардейский истребительно-противотанковый дивизион,
- 81 отдельная гвардейская разведывательная рота,
- 86 отдельный гвардейский сапёрный батальон ,
- 108 отдельный гвардейский батальон связи
- 587 (83) медико-санитарный батальон,
- 75 отдельная гвардейская рота химической защиты,
- 731 (80) автотранспортная рота,
- 662 (78) полевая хлебопекарня,
- 680 (74) дивизионный ветеринарный лазарет,
- 832 полевая почтовая станция,
- 429 полевая касса Госбанка.[2]

- управление (п. Лесная Речка)
- 215-й гвардейский мотострелковый Бранденбургский Краснознамённый, ордена Суворова полк[~ 1] (п. Лесная Речка)
- 218-й гвардейский мотострелковый Бранденбургский ордена Кутузова полк[~ 2] (п. Лесная Речка)
- 481-й мотострелковый полк (п. Лесная Речка)
- 212-й танковый полк (п. Лесная Речка)
- 51-й гвардейский артиллерийский Бранденбургский Краснознамённый, орденов Суворова и Богдана Хмельницкого полк[~ 3] (п. Лесная Речка)
- 1027-й зенитный артиллерийский полк (п. Лесная Речка)
- 199-й отдельный ракетный дивизион (п. Лесная Речка)
- отдельный противотанковый дивизион (п. Лесная Речка)
- 794-й отдельный разведывательный батальон (п. Лесная Речка)
- 167-й отдельный гвардейский инженерно-сапёрный батальон (п. Лесная Речка)
- 457-й отдельный гвардейский батальон связи (п. Лесная Речка)
- отдельный ремонтно-восстановительный батальон (п. Лесная Речка)
- 83-й отдельный медицинский батальон (п. Лесная Речка)
- 1484-й отдельный батальон материального обеспечения (п. Лесная Речка)
- отдельная рота химической защиты (п. Лесная Речка)
- ОВКР (п. Лесная Речка)[5]

На вооружении находился 271 танк Т-80.

## Подчинение
- 33 армия Резервного фронта (август — октябрь 1941 г.)
- 50 армия Западного фронта (октябрь — ноябрь 1941 г.)
- Оперативная группа генерала Белова (ноябрь — декабрь 1941 г.)
- 49 армия Западного фронта (декабрь 1941 г. — январь 1942 г.)
- 50 армия Западного фронта (январь — июнь 1942 г.)
- 10 армия Западного фронта (июнь — август 1942 г.)
- 24 армия Сталинградского фронта (5 — 15 сентября 1942 г.)
- 1-я гвардейская армия Сталинградского фронта (16 сентября — октябрь 1942 г.)
- 24 армия Донского фронта (10 октября — 5 декабря 1942 г.)
- 65 армия Донского фронта (6 декабря 1942 г. — 14 января 1943 г)
- 21 армия Донского фронта (15 января — 2 февраля 1943 г.)
- Резерв Брянского фронта (апрель — июнь 1943 г.)
- 61 армия Брянского фронта (июнь — август 1943 г.)
- 61 армия Центрального фронта (август 1943 г. — февраль 1944 г.)
- 69 армия 1-го Белорусского фронта (апрель 1944 г. — май 1945 г.)

### Послевоенный период
Переформирование дивизии и наименование её преемников, их участие в боевых действиях:
С 1946 года дивизия дислоцировалась под Архангельском на Лесной речке.
7 июня 1946 года 77-я гвардейская стрелковая Черниговская ордена Ленина, Краснознамённая, ордена Суворова дивизия переформирована в 10-ю отдельную гвардейскую стрелковую Черниговскую ордена Ленина, Краснознамённую, ордена Суворова бригаду. Штат № 5/120 — 5/127. Директива НГШ ВС СССР № орг/1/0105 от 6 мая 1946 года.
19 апреля 1952 года 10-я отдельная гвардейская стрелковая Черниговская ордена Ленина, Краснознамённая, ордена Суворова бригада переформирована в 77-ю гвардейскую стрелковую Черниговскую ордена Ленина, Краснознамённую, ордена Суворова дивизию. Штат № 4/820 — 832.
4 июня 1957 года стрелковая дивизия была переформирована в мотострелковую дивизию.
Приказом МО СССР № 080 от 27 марта 1967 г. в целях сохранения боевых традиций овеянных славой стрелковых дивизий народного ополчения и учитывая важное значение воспитание личного состава Советских Вооружённых Сил на их героических подвигах, наименование «Московская» восстановлено по преемственности — 77-я гвардейская мотострелковая Московско-Черниговская ордена Ленина, Краснознамённая, ордена Суворова дивизия.
Осенью 1989 г. дивизия включена в состав Северного флота как 77-я гвардейская Московско-Черниговская ордена Ленина, Краснознамённая, ордена Суворова дивизия береговой обороны
В 1994 г. преобразована в 163-ю гвардейскую Московско-Черниговскую ордена Ленина, Краснознамённую, ордена Суворова бригаду береговой обороны. Место дислокации — г. Архангельск.
1 марта 1996 г. бригада была расформирована, её Знамя и награды переданы 332-му отдельному батальону морской пехоты Каспийской флотилии (этот батальон был сформирован в 1994 г. в г. Астрахани, в 1998 г.), после получения Боевого Знамени, переименован в 600-й отдельный гвардейский батальон морской пехоты (Каспийск).
1 декабря 2000 г. на базе 600-го отдельного гвардейского батальона морской пехоты и 414-го отдельного батальона морской пехоты (сформированного в 1999 г. в г. Каспийск Республики Дагестан) сформирована 77-я отдельная гвардейская Московско-Черниговская ордена Ленина, Краснознамённая, ордена Суворова бригада морской пехоты.
Ноябрь 1999 г. — сентябрь 2000 г. — активное участие личного состава бригады в контр-террористической операции на Северном Кавказе. Выполнено более 30 ответственных задач по очистке от боевиков населённых пунктов. За мужество и героизм орденами и медалями награждены более 300 военнослужащих.
Апрель 2001 г. — выполнение боевых задач в горном Дагестане. Воины соединения действовали в Цумадинском районе, на высоте свыше 2-х тысяч метров над уровнем моря. Заслуженные государственные награды получили более 200 морских пехотинцев.
9 мая 2002 г. — в результате террористического акта на ул. Ленина г. Каспийска от рук террористов погибло 23 и ранено 54 военнослужащих.
С 1 по 15 августа 2000 г. — участие в военно-морских учениях на Каспии.
С 20 по 24 февраля 2004 г. — форсированный марш батальонной тактической группы бригады с преодолением высокогорных перевалов. Поддержание мира и спокойствия в Веденском районе Чеченской Республики в течение всего года. 20 декабря 2004 г. — возвращение в пункт постоянной дислокации г. Каспийск.

Когда после войны 77-я гвардейская дивизия была реорганизована в бригаду морской пехоты, у неё пытались забрать Боевое Знамя и ордена прославленного стрелкового соединения. Московский комитет ветеранов войны добился, что дивизионное Боевое Знамя передали бригаде морской пехоты. Сейчас соединение расквартировано в Каспийске (Дагестан), принимает активное участие в контртеррористической операции на Северном Кавказе. На обустройство бригады правительство Москвы выделило более 10 миллионов рублей. Такова связь народного ополчения Москвы с нынешними москвичами, с нынешним поколением защитников Родины.— Стояли насмерть! Красная Звезда. 11 Июля 2006 года.
Бригада расформирована в 2009 году
В 2020 году в Тульской области поисковиками были найдены знамя одного из подразделений дивизии, личные вещи и список личного состава.

## Командиры
173-й сд, 77-й гв сд, 10-й огвсбр и 77 гв мсд командовали:
- Богданов, Александр Владимирович (02.07.1941 — 07.02.1942), полковник
- Титанов, Пётр Яковлевич (08.02.1942 — 08.05.1942), полковник
- Катюшин, Василий Александрович (10.05.1942 — 29.06.1942), подполковник
- Хохлов, Василий Данилович (30.06.1942 — 07.11.1942), полковник
- Аскалепов, Василий Семёнович (08.11.1942 — 01.11.1943), полковник, с 1.03.1943 гвардии генерал-майор
- Хориков, Иван Павлович (02.11.1943 — 10.12.1943), гвардии полковник
- Аскалепов, Василий Семёнович (11.12.1943 — 14.01.1948), гвардии генерал-майор
- Поляков, Николай Антонович (14.01.1948 — 27.02.1950), гвардии генерал-майор
- Андреев, Яков Андреевич (27.02.1950 — 05.11.1953), гвардии полковник
- Угрюмов, Николай Степанович (05.11.1953 — 03.11.1956), гвардии генерал-майор
- Задорин, Александр Семёнович (03.11.1956 — 16.03.1959), гвардии полковник
- Коньков, Юрий Николаевич (16.03.1959 — 21.08.1961), гвардии полковник
- Бароев, Михаил Сандрович (21.08.1961 — 04.12.1964), гвардии полковник, с 13.04.1964 гвардии генерал-майор
- Мережко, Анатолий Григорьевич (04.12.1964 — 25.08.1965), гвардии генерал-майор
- Максимов, Юрий Павлович (25.08.1965 — 15.03.1968), гвардии полковник, с 23.02.1967 гвардии генерал-майор
- Гореленков, Константин Иванович (15.03.1968 — 02.08.1971), гвардии полковник, с 29.04.1970 гвардии генерал-майор
- Кобзарев, Василий Иванович (02.08.1971 — 09.1973), гвардии полковник, с 15.12.1972 гвардии генерал-майор
- Бурлаков, Матвей Прокопьевич (09.1973 — 12.1975), гвардии полковник, с 25.04.1975 гвардии генерал-майор
- Гвардии полковник Хостиашвили Э. З. 1975—1976 гг.
- Гвардии полковник Васильев Ю. Н. 1976—1977 гг.
- Гвардии полковник Ковалёв, Владимир Алексеевич 1977—1983 гг.
- Гвардии полковник Пугачёв Н. В. 1983—1986 гг.
- Гвардии полковник Кулаков, Владимир Фёдорович 1986—1988 гг.
- Гвардии полковник Сороченко В. Л. 1988—1989 гг.
- Гвардии полковник Борзенко А. Н. 1990—1995 гг.
- Гвардии полковник Карагодин В. Л. 1995—1996 гг.
- Гвардии полковник Пушкин С. В. 1996—2000 гг.
  - Бригадой командовали
- Гвардии генерал-майор Пушкин С. В. 2000—2004 гг.
- Гвардии полковник Семёнов Г. С. с 2004 г.

## Награды и наименования
- Дивизия награждена:
- 21 сентября 1943 года — почётное наименование «Черниговская» — присвоено приказом Верховного Главнокомандующего от 21 сентября 1943 года за отличие в боях при форсировании реки Десна и освобождение города Чернигова;
- 15 января 1944 года —  орден Красного Знамени — награждена Указом Президиума Верховного Совета СССР от 15 января 1944 года за образцовое выполнение боевых заданий командования на фронте борьбы с немецкими захватчиками (при освобождении восточных районов Белоруссии) и проявленные при этом доблесть и мужество;[9]
- 9 августа 1944 года —  орден Суворова II степени — награждена Указом Президиума Верховного Совета СССР от 9 августа 1944 года за образцовое выполнение заданий командования в боях при прорыве обороны немцев западнее Ковель и проявленные при этом доблесть и мужество.[10]
- 19 февраля 1945 года —  орден Ленина — награждена Указом Президиума Верховного Совета СССР от 19 февраля 1945 года за образцовое выполнение заданий командования в боях с немецкими захватчиками при прорыве обороны немцев южнее Варшавы и проявленные при этом доблесть и мужество.[11]
- 27 марта 1967 года — почётное наименование «Московская» — присвоено в целях сохранения боевых традиций овеянных славой дивизий народного ополчения Москвы.

Части дивизии награждены:
- 215-й гвардейский стрелковый полк — орденами Красного Знамени[12], Суворова III ст.[13], Кутузова III ст.[14]
- 218-й гвардейский стрелковый Бранденбургский[15] полк — орденами Красного Знамени[12], Кутузова III ст.[14]
- 221-й гвардейский стрелковый полк — орденами Красного Знамени[12], Суворова III ст.[13], Александра Невского[16].
- 156-й гвардейский артиллерийский Бранденбургский[15] полк — орденами Красного Знамени, Суворова III ст.[12], Богдана Хмельницкого II ст.[14]
- 79-й отдельный гвардейский истребительно-противотанковый Бранденбургский[15] дивизион — орденом Богдана Хмельницкого III степени[12]. и орденом Кутузова III степени[16]
- 86-й отдельный гвардейский сапёрный Бранденбургский[15] батальон — орденами Красного Знамени[12] и Александра Невского[16]
- 108-й отдельный гвардейский батальон связи — орденом Александра Невского[12].

## Отличившиеся воины
- Количество награждённых правительственными наградами в годы войны:

— Герои Советского Союза — 67.
 Кавалеры орденов:

— Ленина — 82;

— Красного Знамени — 354;

— Суворова — 5;

— Кутузова — 9;

— Богдана Хмельницкого — 23;

— Александра Невского — 144;

— Отечественной войны 1-й степени — 481;

— Отечественной войны 2-й степени — 164;

— Красной Звезды — 4209;

— Славы I степени — 18;

— Славы II степени — 193;

— Славы III степени — 2693.

Награждены медалями:

— «За отвагу» — 624;

— «За боевые заслуги» — 2106.
Герои Советского Союза:
- Анохин, Дмитрий Алексеевич, гвардии красноармеец, бронебойщик 215-го гвардейского стрелкового полка.
- Антонов, Николай Иванович, гвардии старший лейтенант, командир пулемётной роты 218-го гвардейского стрелкового полка.
- Аскалепов, Василий Семёнович, гвардии генерал-майор, командир дивизии.
- Бабошин, Виктор Николаевич, гвардии красноармеец, стрелок 218-го гвардейского стрелкового полка.
- Бельченко, Феодосий Лукьянович, гвардии старший сержант, помощник командира взвода 218-го гвардейского стрелкового полка.
- Бойцов, Александр Герасимович, гвардии подполковник, командир 218-го гвардейского стрелкового полка.
- Брагонин, Терентий Иванович, гвардии старший сержант, командир отделения разведки 156-го гвардейского артиллерийского полка.
- Быков, Николай Иванович, гвардии полковник, командир 215-го гвардейского стрелкового полка.
- Варепа, Иван Иосифович, гвардии младший сержант, командир пулемётного расчёта 218-го гвардейского стрелкового полка.
- Власов, Михаил Максимович, гвардии красноармеец, снайпер 218-го гвардейского стрелкового полка.
- Гараньян, Эрвант Георгиевич, гвардии старшина, командир орудия батареи 45-мм пушек 215-го гвардейского стрелкового полка.
- Груздев, Иона Карпович, гвардии младший сержант, пулемётчик 218-го гвардейского стрелкового полка.
- Гурьев Михаил Николаевич, гвардии старший лейтенант, командир взвода в батальоне Славы 215-го гвардейского стрелкового полка.
- Давыдов, Семён Семёнович, гвардии майор, командир дивизиона 156-го гвардейского артиллерийского полка.
- Данилов, Алексей Дмитриевич, гвардии красноармеец, стрелок 221-го гвардейского стрелкового полка.
- Емельянов, Борис Николаевич, гвардии майор, командир 1-го стрелкового батальона 215-го гвардейского стрелкового полка.
- Ерёмушкин, Николай Николаевич, гвардии красноармеец, стрелок 218-го гвардейского стрелкового полка.
- Ефремов, Пётр Николаевич, гвардии красноармеец, разведчик взвода конной разведки 215-го гвардейского стрелкового полка.
- Жгиров, Филипп Ерофеевич, гвардии майор, начальник штаба 221-го гвардейского стрелкового полка.
- Заверталюк, Яков Гаврилович, гвардии старший сержант, командир отделения 5-й роты 218-го гвардейского стрелкового полка.
- Заседателев, Вячеслав Васильевич, гвардии старший сержант, командир отделения 218-го гвардейского стрелкового полка.
- Землянов, Серафим Иванович, гвардии ефрейтор, сапёр 86-го гвардейского отдельного сапёрного батальона.
- Зонов, Пантелей Петрович, гвардии капитан, заместитель командира стрелкового батальона по политической части 221-го гвардейского стрелкового полка.
- Иванов, Алексей Петрович, гвардии капитан, командир роты 218-го гвардейского стрелкового полка.
- Кадочников, Иван Петрович, гвардии ефрейтор, сапёр 86-го гвардейского отдельного сапёрного батальона.
- Казаков, Степан Александрович, гвардии лейтенант, начальник разведки артиллерийского дивизиона 156-го гвардейского артиллерийского полка.
- Карелин, Пётр Петрович, гвардии красноармеец, разведчик-наблюдатель 156-го гвардейского артиллерийского полка.
- Квитков, Александр Спиридонович, гвардии старший сержант, командир отделения 218-го гвардейского стрелкового полка.
- Князев, Алексей Арсентьевич, гвардии старший сержант, командир отделения пулемётной роты 215-го гвардейского стрелкового полка.
- Коврижко, Илья Павлович, гвардии красноармеец, стрелок 218-го гвардейского стрелкового полка.
- Козачук, Иван Фёдорович, гвардии старшина, командир взвода конной разведки 215-го гвардейского стрелкового полка.
- Колесников, Виталий Михайлович, гвардии младший лейтенант, командир взвода 221-го гвардейского стрелкового полка.
- Корольков, Иван Васильевич, гвардии ефрейтор, наводчик станкового пулемёта 221-го гвардейского стрелкового полка.
- Костючек, Пётр Васильевич, гвардии красноармеец, телефонист взвода связи 218-го гвардейского стрелкового полка.
- Ладутько, Иван Иванович, гвардии майор, командир 1-го стрелкового батальона 221-го гвардейского стрелкового полка.
- Лебедев Виктор Михайлович, гвардии младший сержант, командир отделения 218-го гвардейского стрелкового полка.
- Линчук, Александр Титович, гвардии красноармеец, стрелок 221-го гвардейского стрелкового полка.
- Ломакин, Алексей Максимович, гвардии красноармеец, стрелок 215-го гвардейского стрелкового полка.
- Лут, Николай Евсеевич, гвардии старший сержант, помощник командира взвода 218-го гвардейского стрелкового полка.
- Магерамов, Мелик Меликович, гвардии лейтенант, командир роты 218-го гвардейского стрелкового полка.
- Мамкин, Павел Степанович, гвардии младший сержант, командир пулемётного отделения 221-го гвардейского стрелкового полка.
- Матвеев, Иван Ефимович, гвардии красноармеец, стрелок 218-го гвардейского стрелкового полка.
- Мишенин, Николай Михайлович, гвардии сержант, командир пулемётного отделения 218-го гвардейского стрелкового полка.
- Моисеев, Николай Матвеевич, гвардии ефрейтор, командир орудия взвода 45-миллиметровых пушек 218-го гвардейского стрелкового полка.
- Морковский, Вениамин Яковлевич, гвардии красноармеец, стрелок 215-го гвардейского стрелкового полка.
- Павлов, Николай Павлович, гвардии сержант, пулемётчик 218-го гвардейского стрелкового полка.
- Пастырев, Пётр Иосифович, гвардии капитан, командир роты 221-го гвардейского стрелкового полка.
- Петухов, Николай Дмитриевич, гвардии майор, командир 221-го гвардейского стрелкового полка.
- Примак, Павел Александрович, гвардии младший сержант, пулемётчик 218-го гвардейского стрелкового полка.
- Рахимов, Азим, гвардии сержант, помощник командира взвода 221-го гвардейского стрелкового полка.
- Ремизов, Василий Григорьевич, гвардии майор, командир батальона 218-го гвардейского стрелкового полка.
- Самсонов, Борис Васильевич, гвардии красноармеец, стрелок 218-го гвардейского стрелкового полка.
- Селезнёв, Николай Павлович, гвардии младший сержант, помощник командира сапёрного взвода 218-го гвардейского стрелкового полка.
- Серёгин, Александр Павлович, гвардии подполковник, командир 215-го гвардейского стрелкового полка.
- Скляр, Григорий Аникеевич, гвардии капитан, командир батальона 221-го гвардейского стрелкового полка.
- Спиридонов, Владимир Кириллович, гвардии старшина, комсорг батальона 221-го гвардейского стрелкового полка.
- Титов, Алексей Тимофеевич, гвардии старший лейтенант, полковой инженер 221-го гвардейского стрелкового полка.
- Турков, Денис Ильич, гвардии старшина, помощник командира сапёрного взвода 221-го гвардейского стрелкового полка.
- Цыс, Василий Трофимович, гвардии старший сержант, помощник командира взвода 218-го гвардейского стрелкового полка.
- Чирков, Александр Афанасьевич, гвардии младший сержант, пулемётчик 218-го гвардейского стрелкового полка.
- Чумак, Владимир Семёнович, гвардии ефрейтор, стрелок 221-го гвардейского стрелкового полка.
- Чурюмов, Василий Семёнович, гвардии старший сержант, помощник командира взвода 221-го гвардейского стрелкового полка.
- Шевелёв, Виктор Семёнович, гвардии красноармеец, стрелок 5-й стрелковой роты 218-го гвардейского стрелкового полка.
- Шмонин, Дмитрий Андреевич, гвардии красноармеец, стрелок 215-го гвардейского стрелкового полка.
- Щербаков, Василий Кириллович, гвардии сержант, командир сапёрного отделения 86-го гвардейского отдельного сапёрного батальона.
- Яковлев, Николай Александрович, гвардии младший сержант, пулемётчик 221-го гвардейского стрелкового полка.

Полные кавалеры ордена Славы:
- Авезмуратов, Рахим, гвардии старший сержант, командир пулемётного отделения 215 гвардейского стрелкового полка.
- Андрюшев, Алексей Семёнович, гвардии старший сержант, командир отделения разведки 156 гвардейского артиллерийского полка.
- Белозерский, Иван Игнатьевич, гвардии младший сержант, командир миномётного расчёта 215 гвардейского стрелкового полка.
- Бибик, Фёдор Терентьевич, гвардии ефрейтор, сапёр сапёрного взвода 215 гвардейского стрелкового полка. Умер от ран 2 мая 1945 года.
- Власенко, Григорий Осипович, гвардии младший сержант, орудийный номер батареи 76-мм пушек 218 гвардейского стрелкового полка.
- Власов, Сергей Васильевич, гвардии старший сержант, командир отделения 86 отдельного гвардейского сапёрного батальона.
- Горячев, Василий Матвеевич, гвардии сержант, командир расчёта 120-мм миномёта 215 гвардейского стрелкового полка.
- Дытюк, Иван Григорьевич, гвардии ефрейтор, старший разведчик батареи 156 гвардейского артиллерийского полка.
- Зибров, Пётр Васильевич — гвардии ефрейтор, разведчик 215-го гвардейского стрелкового полка.
- Корольков, Николай Петрович — гвардии старшина, командир отделения роты противотанковых ружей 79 отдельного гвардейского истребительно-противотанкового дивизиона.
- Кочерга, Алексей Панкратьевич, гвардии старший сержант, помощник командира взвода стрелковой роты 218 гвардейского стрелкового полка. Умер от ран 21 мая 1945 года.
- Красавин, Николай Алексеевич, гвардии рядовой, разведчик 81 отдельной гвардейской разведывательной роты.
- Матвеев, Александр Антонович, гвардии младший сержант, наводчик 76-мм орудия 218 гвардейского стрелкового полка.
- Мещеряков, Василий Дмитриевич, гвардии сержант, пулемётчик 218 гвардейского стрелкового полка.
- Мещеряков, Иван Илларионович, гвардии старшина, командир отделения сапёрного взвода 215 гвардейского стрелкового полка. Умер от ран 30 апреля 1945 года
- Мишуренко, Андроний Афанасьевич, гвардии старшина, наводчик 76-мм орудия 215 гвардейского стрелкового полка.
- Мусов, Менли Фитсович, гвардии ефрейтор, снайпер 221 гвардейского стрелкового полка.
- Сластенников, Алексей Иванович, гвардии старший сержант, командир отделения разведки артиллерийского дивизиона 156 гвардейского артиллерийского полка.
- Урманов, Николай Иванович, гвардии сержант, наводчик 76-мм пушки 218 гвардейского стрелкового полка.
- Яновский, Иван Сидорович (1920—1992) — гвардии старшина, командир орудия батареи 76-мм пушек 215-го гвардейского стрелкового Краснознамённого ордена Суворова полка. Дважды представлялся к званию Героя Советского Союза. Полный кавалер ордена Славы.